# Halle olympique
 (avril 2022).
Si vous disposez d'ouvrages ou d'articles de référence ou si vous connaissez des sites web de qualité traitant du thème abordé ici, merci de compléter l'article en donnant les références utiles à sa vérifiabilité et en les liant à la section « Notes et références ».
La Halle olympique d'Albertville est un lieu consacré aux manifestations sportives et culturelles de la ville d'Albertville. Son élément principal est une patinoire qui a été construite pour les Jeux olympiques d'hiver de 1992.

## Description
Ses dimensions sont assez importantes (25 m de haut, 110 m de long, 81 m de large, 8 600 m2 de surface, 150 000 m3 de volume). Elle accueille plusieurs éléments :
- la patinoire olympique (60 m de long et de 30 m de large) ;
- le mur d’escalade (le plus grand d’Europe à sa construction : 561 m2 de surface, 17 m de haut, 21 m de large avec géométrie variable, 10 m de dévers, 25 voies du 3 au 8b+, 1 905 prises en relief, 365 prises en creux) ;
- deux courts de tennis ;
- des installations modulables : gradins démontables, tribunes télescopiques, plancher et moquette isotherme, etc. ;
- une salle de spectacles modulable de 9 200 places maximum.

## Histoire
La Halle olympique d'Albertville a été construite pour accueillir les épreuves de patinage artistique et de patinage de vitesse sur piste courte lors des Jeux olympiques d'hiver de 1992.
Après les Jeux, la Halle a gardé sa patinoire et a été complétée par des courts de tennis et un mur d'escalade. De nombreux artistes s’y arrêtent chaque année. Depuis le 1er janvier 2004, la ville d'Albertville a transféré la gestion de la Halle à la Co.RAL (Communauté de communes de la région d'Albertville) puis de facto à la communauté d'agglomération Arlysère qui lui a succédé en 2017.
La patinoire a également été le lieu d'autres compétitions sportives :
- le Trophée de France 1991, en tant qu'événement pré-olympique ;
- les Championnats de France de patinage artistique 1996 en décembre 1995 ;
- les championnats de France de patinage de vitesse sur piste courte en avril 2010.

L'équipe de France de patinage de vitesse sur piste courte et l’équipe de France de hockey sur glace s’y entraînent régulièrement. Les clubs résidents sont l'« Olympique Glace Club Albertville » (pour le patinage artistique et le patinage de vitesse sur piste courte) et le « Hockey Club Albertville » (pour le hockey sur glace).
Entre 2013 et 2015 la Halle Olympique est en rénovation. À la suite de ces travaux la Halle peut désormais accueillir jusqu'à 9 500 spectateurs pour les concerts et spectacles et 6500 pour les événements sportifs. La patinoire est déplacée dans un terrain plus grand grâce à la place dégagé par les rénovations.
En 2017, la Halle accueille 3 matchs — deux huitièmes de finale et un quart de finale — du Mondial de handball.
Elle accueille pour la première fois une rencontre de Coupe Davis début février 2018 à l'occasion du huitième de finale de Coupe Davis France - Pays-Bas.

## Clubs résidents
La patinoire accueille deux clubs :
- Olympique Glace Club d’Albertville (OGCA) pour le patinage artistique et le patinage de vitesse sur piste courte
- Hockey Club Albertville (HCA) pour le hockey sur glace